# Відсів
Відсів (рос.отсев, англ. smalls, нім. Siebrückstand m) — дрібний клас вугілля або антрациту (0-6 мм або 0-13 мм), який відсівається від рядового вугілля для використання в незбагаченому вигляді окремо від крупносортового палива, переважно збагаченого.